# Маркос Гомес
Маркос Го́мес (ісп. Marcos Gómez, нар. 10 листопада 2001, Асунсьйон) — парагвайський футболіст, півзахисник клубу «Олімпія» (Асунсьйон).
Виступав за олімпійську збірну Парагваю.

## Клубна кар'єра
Народився 10 листопада 2001 року в Асунсьйоні. Вихованець футбольної школи клубу «Олімпія» (Асунсьйон). Дорослу футбольну кар'єру розпочав 2021 року в основній команді того ж клубу, кольори якої захищає й донині.

## Виступи за збірні
З 2023 року залучається до складу молодіжної збірної Парагваю. На молодіжному рівні зіграв у 8 офіційних матчах.
2024 року повернувся до «Олімпії», де вже також почав регулярно з'являтися на полі.

## Статистика виступів

### Статистика клубних виступів
Станом на 14 липня 2024
| Сезон             | Команда               | Чемпіонат         | Чемпіонат | Чемпіонат | Національний кубок | Національний кубок | Національний кубок | Континентальні кубки | Континентальні кубки | Континентальні кубки | Інші змагання | Інші змагання | Інші змагання | Усього | Усього | Усього |
| Сезон             | Команда               | Ліга              | Ігор      | Голів     | Ліга               | Ігор               | Голів              | Ліга                 | Ігор                 | Голів                | Ліга          | Ігор          | Голів         | Ігор   | Голів  |        |
| ----------------- | --------------------- | ----------------- | --------- | --------- | ------------------ | ------------------ | ------------------ | -------------------- | -------------------- | -------------------- | ------------- | ------------- | ------------- | ------ | ------ | ------ |
| 2021              | «Олімпія» (Асунсьйон) | ПД                | 1         | 0         | КП                 | 0                  | 0                  | ЛЧ                   | 0                    | 0                    | СКП           | 0             | 0             | 1      | 0      |        |
| 2022              | «Олімпія» (Асунсьйон) | ПД                | 34        | 1         | КП                 | 0                  | 0                  | КЛ+ПАК               | 10+1                 | 0                    | СКП           | 1             | 0             | 46     | 1      |        |
| 2023              | «Олімпія» (Асунсьйон) | ПД                | 33        | 0         | КП                 | 1                  | 0                  | КЛ                   | 9                    | 0                    |               | -             | -             | 43     | 0      |        |
| 2024              | «Олімпія» (Асунсьйон) | ПД                | 11        | 0         | КП                 | 0                  | 0                  | ПАК                  | 0                    | 0                    |               | -             | -             | 11     | 0      |        |
| Усього за кар'єру | Усього за кар'єру     | Усього за кар'єру | 79        | 1         |                    | 1                  | 0                  |                      | 20                   | 0                    |               | 1             | 0             | 101    | 1      |        |

## Титули і досягнення
- Чемпіон Парагваю (2):

«Олімпія» (Асунсьйон): 2022К, 2024К